# Латвийски лат
Латвийският лат (на латвийски: Latvijas lats е бившата валута на Латвия от 1922 до 1940 г. и от 1993 г., докато не е заменена от еврото на 1 януари 2014 г. Двуседмичен преходен период, през който латът е в обращение заедно с еврото, приключи на 14 януари 2014 г. Латът се нарича съкратено като Ls и е разделен на 100 сантими, съкратено като s.
Латвийският лат е признат за един от 99-те записа на Латвийския културен канон.

## История

### Първи лат
Първият лат е въведен за първи път на 3 август 1922 г., заменяйки първата латвийска рубла в размер на 1 лат за 50 рубли. Латът е обвързан със златния стандарт от въвеждането му до 28 септември 1936 г., когато е обвързан с британската лира в размер на 1 лира за 25,22 лата. Въпреки това, тъй като паундът все още запазва стандарта, връзката съществува до 1940 г.
На 17 юни 1940 г. Латвия е окупирана от СССР. След премахването на Банката на Латвия и замяната с латвийската републиканска служба на Госбанк на 10 октомври, съветската рубла е въведена заедно с лата на 25 ноември 1940 г. по номинална стойност, въпреки че реалната парична стойност на рублата е около една трета от лата. Заплатите едновременно с цените са повишени, за да се обезцени латът от юни до ноември 1940 г. За да се намали ефектът от изселването на стоки, изпратени от съветския окупационен персонал в СССР, възползвайки се от новия обменен курс, са въведени ограничения за купувачите за различни стоки.
Въпреки че съветските власти първоначално обещават да не премахват лата, той е изваден от обращение без предварително предупреждение в 13:05 часа на 25 март 1941 г., като едновременно с това са национализирани всички депозити, които са по-големи от 1000 лата. Част от латвийските златни, сребърни и валутни резерви са изпратени в Москва в началото на окупацията.

#### Монети и банкноти
Монетите са издадени в купюри от 1, 2, 5, 10, 20 и 50 сантима, както и от 1, 2 и 5 лата. Монетите от 1, 2 и 5 сантима са от бронз, а тези от 10, 20 и 50 сантима са никелови. Монетите от 1 лат и нагоре са изсечени в сребро с чистота 83,5 процента.
Латвийската банка издава банкноти от 1922 г. в купюри от 20, 25, 50, 100 и 500 лата. Те също така издават банкноти от 10 лата, които се равняват на банкнота от 500 рубли, надпечатани с новата деноминация. Правителството емитира банкноти от 1925 г. в деноминации от 5, 10 и 20 лата.

### Втори лат
Вторият лат е въведен на 5 март 1993 г., заменяйки латвийската рубла, която продължава да е в обращение и се запазва до 30 юни 1994 г. включително. Банкнотата от 5 лата е въведена първа, а последната банкнота, която е въведена, е банкнотата от 500 лата на 20 юли 1998 г. На 1 януари 2014 г. латът е заменен от еврото при курс от 0,702804 лата за 1 евро. Вторият лат може да бъде обменен в евро по официалния курс в касата на Банката на Латвия в Рига.
До края на своето съществуване през януари 2014 г. латът е четвъртата валутна единица с най-висока стойност по номинал след кувейтския динар, бахрейнския динар и оманския риал. Банкнотата от 500 лата е третата най-ценна банкнота в света след банкнотата от 10 000 брунейски/сингапурски долара и банкнотата от 1000 швейцарски франка. С премахването на малтийската лира на 1 януари 2008 г. латът става най-ценната европейска валута.

#### Монети и банкноти
Монетите са издадени в деноминации от 1, 2, 5, 10, 20 и 50 сантима, както и от 1 и 2 лата. Освен стандартните монети съществуват и възпоменателни и колекционерски монети.
Първоначалната стандартна монета от 2 лата е издадена само веднъж през 1992 г. Тя е медно-никелова монета от 6 g и с диаметър 24,35 mm. Тя постепенно е заменена в обращение от 1999 г. с биметалната монета поради проблеми с фалшифицирането. Стандартните монети са проектирани от Гунарс Лусис и Янис Струпулис.
Всички банкноти са с размери 130 × 65 mm. Те са отпечатани от компанията Giesecke & Devrient GmbH в Германия и са проектирани от Имантс Жоджикс и Валдис Ошиньш.